# هیل سیتی (کانزاس)
هیل سیتی (به انگلیسی: Hill City) شهری در ایالت کانزاس کشور ایالات متحده آمریکا است که جمعیت آن در سرشماری سال ۲۰۱۰ میلادی، ۱٬۴۷۴ نفر بوده‌است.